# Furuskär (söder om Kittuis, Houtskär)
Furuskär är en ö i Finland. Den ligger i Skärgårdshavet och i kommunen Pargas i landskapet Egentliga Finland, i den sydvästra delen av landet. Ön ligger omkring 58 kilometer sydväst om Åbo och omkring 200 kilometer väster om Helsingfors.
Öns area är 4 hektar och dess största längd är 270 meter i sydöst-nordvästlig riktning. Närmaste större samhälle är Korpo, 9,3 km öster om Furuskär.